# Байково (Холмський міський округ)
Байково (рос. Байково) — село у Холмському міському окрузі Сахалінської області Російської Федерації.
Населення становить 0 осіб (2013).

## Історія
З 1905 по 3 вересня 1945 року у складі губернаторства Карафуто Японії, відтак у складі Холмського міського округу Сахалінської області.

## Населення
| 1925 | 1935  | 2002 | 2010 |
| ---- | ----- | ---- | ---- |
| 836  | ↗1938 | ↘2   | ↘0   |